# Philippa Foot
Philippa Foot, nascuda com Philippa Bosanquet, (3 d'octubre de 1920, Owston Ferry, Lincolnshire, Anglaterra - Oxford, Anglaterra, 3 d'octubre de 2010) va ser una filòsofa anglesa, especialment coneguda per les seves obres sobre ètica, a través de les quals es va convertir en una de les pioneres dels estudis sobre l'ètica de la virtut.

## Biografia
Neta del president estatunidenc Stephen Grover Cleveland, va néixer com a Philippa Bosanquet el 1920. La seva mare havia nascut a la Casa Blanca, com a filla del president i el seu pare era industrial a Kirkleatham, on va ser criada dins d'una família benestant, juntament amb la seva germana Marion, amb qui compartia l'afició per la caça, que posteriorment li hauria de servir per construir metàfores per il·lustrar les discussions dels filòsofs. Es va formar principalment a casa abans d'anar al Somerville College, a Oxford, el 1939, on va estudiar Política, Filosofia i Economia, i on es va graduar el 1942. Poc després de la guerra es va casar amb l'historiador Michael Richard Daniell Foot. El seu matrimoni, però, va fracassar. Posteriorment, va treballar com a economista del govern fins al final de la Segona Guerra Mundial, abans de tornar a Somerville. El 1949 es va convertir en membre de la universitat. Als anys seixanta i setanta, va visitar professors a Cornell, MIT, Berkeley i la Universitat de Nova York, abans d'establir-se el 1976 a la UCLA, on va romandre durant 15 anys. Va ser membre honorari de Somerville fins a la seva mort. Al Somerville College va exercir com a professora de filosofia i va ser la seva presidenta entre 1967 i 1969.

## La seva filosofia
El seu treball publicat està relacionat amb l'ètica, amb treballs sobre qüestions especials com l'avortament i l'eutanàsia, sobre la llibertat de la voluntat, les virtuts i els vicis, una crítica de l'utilitarisme, els dilemes morals. Tanmateix, les seves preocupacions fonamentals van ser els temes principals de l'objectivitat i la racionalitat de la moral. També va impartir tallers sobre Ludwig Wittgenstein i la seva filosofia, que la influenciarà. La seva obra va canviar de rumb a la fi de la seva carrera, respecte de les seves postures mantingudes en els 50 i 60, quan va intentar una modernització de la teoria ètica aristotèlica, mostrant que és adaptable a la visió del món contemporània i, per tant, que podia compatibilitzar amb teories modernes com l'ètica deontològica i utilitarista. El seu pensament va introduir una nova tendència ètica. Va qüestionar a la fi de la dècada de 1950, l'ortodòxia del pensament vigent d'Alfred Jules Ayer i Richard Hare Mervyn, iniciant, un debat apassionat sobre el seu naturalisme, en comparació amb el prescriptivisme de Hare, que va ocupar la majoria dels filòsofs morals a Gran Bretanya i Amèrica. També va ser una de les pioneres en l'ètica de la virtut, un desenvolupament clau en filosofia des dels anys 70.

## Publicacions[2]
- Virtues and Vices (1978)
- Moral Dilemmas (2002)
- Natural Goodness (2001)